# فيل لومبكين
فيل لومبكين (بالإنجليزية: Phil Lumpkin)‏ مواليد 20 ديسمبر 1951 في دايتون - الوفاة 02 نوفمبر 2009، كان مدرب كرة سلة أمريكي ولاعب. بدأ مسيرته الاحترافية في سنة 1974. تم اختياره من قبل فريق بورتلاند ترايل بلايزرز خلال الدرافت. حمل الرقم 10. بلغ طوله 6 قدم 0 بوصة (1.8 م). اعتزل اللعب في 1976. لعب مع بورتلاند ترايل بلايزرز وفينيكس صنز.

## روابط خارجية
- فيل لومبكين على موقع إن بي أي (الإنجليزية)
- فيل لومبكين على موقع سبورتس رفرنس (الإنجليزية)
- فيل لومبكين على موقع كلية كرة السلة في سبورتس رفرنس.كوم (الإنجليزية)
- فيل لومبكين على موقع ريلجم (الإنجليزية)
- فيل لومبكين على موقع بروبوليرز (الإنجليزية)